# 令和元年度全国高等学校総合体育大会
令和元年度全国高等学校総合体育大会（れいわがんねんどぜんこくこうとうがっこうそうごうたいいくたいかい）は、2019年（令和元年）7月から2020年（令和2年）2月にかけて行われた全国高等学校総合体育大会である。
実施34競技のうち、30競技による夏季大会が2019年7月27日 - 8月20日を開催期間として九州ブロック南部4県で、冬季大会の4競技が競技種目ごとに下記開催地および開催期間にてそれぞれ実施された。

## 夏季大会
夏季大会は、鹿児島県を中心とする九州南部で開催された。総合開会式は7月27日。

### 概要
- 愛称：感動は無限大 南部九州総体 2019[2]
- スローガン：「響かせろ 我らの魂 南の空へ」[2]
- 総合開会式：鹿児島アリーナ[3]
- 開催地：鹿児島県（総合開会式など）、熊本県、宮崎県、沖縄県
- 特別協賛 - 大塚製薬
- 協賛 - JTB・マイナビ・カンコー学生服・KDDI・P&P浜松

### 実施競技・会場一覧

#### 鹿児島県
- 体操競技（鹿児島アリーナ）
- バスケットボール（薩摩川内市総合運動公園体育館、いちき串木野市総合体育館、鹿児島市吉田文化体育センター（女子のみ））
- 卓球（鹿児島アリーナ）
- 柔道（鹿児島アリーナ）
- フェンシング（霧島市牧園アリーナ）
- カヌー（伊佐市菱刈カヌー競技場、伊佐市文化会館（開会式のみ））

#### 熊本県
- 水泳（競泳）（熊本市総合屋内プール）
- ハンドボール（山鹿市総合体育館、山鹿市鹿本体育館、オムロンリレーアンドデバイス鹿陽センター、菊池市総合体育館、玉名市総合体育館、合志市総合センターヴィーブル、山鹿市民交流センター（開会式のみ））
- バドミントン（八代トヨオカ地建アリーナ、八代市東陽スポーツセンター、八代白百合学園高等学校体育館、芦北町民総合センター）
- ボート（菊池市斑蛇口湖ボート場、菊池市文化会館（開会式のみ））
- 剣道（熊本県立総合体育館）
- レスリング（玉名市総合体育館）
- アーチェリー（熊本県営八代運動公園）

#### 宮崎県
- バレーボール（都城市早水公園体育文化センター、えびの市真幸地区体育館（男子のみ）、小林市市民体育館（女子のみ））
- ソフトテニス（宮崎市生目の杜運動公園テニスコート、宮崎市生目の杜運動公園はんぴドーム（開・閉会式のみ））
- ソフトボール（日向市お倉ヶ浜総合公園（野球場・運動広場・芝生広場）、日向市大王谷運動公園野球場（女子のみ）、日向市文化交流センター（開会式のみ））
- 弓道（都城市早水公園体育文化センター）
- テニス（KIRISHIMAヤマザクラ宮崎県総合運動公園庭球場、宮崎市生目の杜運動公園テニスコート、宮崎市民文化ホール（開会式のみ）、KIRISHIMA木の花ドーム（閉会式のみ））
- 登山（祖母山系、幕営地：高千穂町総合公園総合競技場、審査：高千穂町武道館、宮崎県立高千穂高等学校、開・閉会式：高千穂町武道館）
- ボクシング（宮崎市総合体育館）
- ホッケー（KIRISHIMA木の花ドーム、KIRISHIMAヤマザクラ宮崎県総合運動公園補助球技場、KIRISHIMAヤマザクラ宮崎県総合運動公園サッカー場、KIRISHIMAヤマザクラ宮崎県総合運動公園ラグビー場、KIRISHIMAツワブキ武道館（開会式のみ））
- 少林寺拳法（KIRISHIMAツワブキ武道館）

#### 沖縄県
- 陸上競技（タピック県総ひやごんスタジアム）
- 水泳（水球・飛込）（奥武山総合運動場奥武山水泳プール、沖縄県立武道館（開会式のみ））
- サッカー（金武町陸上競技場、金武町フットボールセンター（天然芝・人工芝（天然芝は男子のみ））、南城市陸上競技場、恩納村赤間運動場、北谷公園陸上競技場、中城村吉の浦公園ごさまる陸上競技場、西原町民陸上競技場、南風原町黄金森公園陸上競技場、八重瀬町東風平運動公園サッカー場、金武町立中央公民館（開会式のみ））
- 相撲（沖縄県立武道館）
- 自転車競技（ロード：名護市特設ロードレースコース、トラック：沖縄県総合運動公園自転車競技場、開会式：名護市民会館）
- ウエイトリフティング（糸満市西崎総合体育館、NBCサムシング・フォー西崎（開会式のみ））
- 空手道（名護市21世紀の森体育館）
- なぎなた（沖縄県立武道館）

#### 和歌山県
- ヨット：和歌山セーリングセンターで開催。

## 冬季大会
令和元年度全国高等学校総合体育大会では、2019年（令和元年）12月から2020年（令和2年）2月にかけてスキー、スケート・アイスホッケー、ラグビーフットボール、駅伝競走の4競技が冬季大会として開催された。

### スキー大会
スキー大会は、第69回全国高等学校スキー大会として2020年2月3日 - 2月7日に新潟県妙高市で開催された。スローガンは、「飛べ！ はね馬のように、妙高の白き大地をかけぬけろ」。

#### 概要
- 主催：公益財団法人全国高等学校体育連盟、公益財団法人全日本スキー連盟、新潟県、新潟県教育委員会、妙高市、妙高市教育委員会
- 共催：読売新聞社
- 後援：スポーツ庁、公益財団法人日本スポーツ協会、日本放送協会（NHK）、公益財団法人新潟県スポーツ協会、妙高市スポーツ協会
- 主管：公益財団法人全国高等学校体育連盟スキー専門部、新潟県高等学校体育連盟、公益財団法人新潟県スキー連盟、NPO法人妙高高原スキー連盟

#### 実施競技・会場一覧
| 競技名 | 競技名                                                | 競技名 | 会場地 | 会場                                                          |
| ------ | ----------------------------------------------------- | ------ | ------ | ------------------------------------------------------------- |
| スキー | アルペン                                              |        | 妙高市 | 赤倉観光リゾートスキー場                                      |
| スキー | クロスカントリー                                      |        | 妙高市 | 赤倉観光リゾートクロスカントリーコース                        |
| スキー | - スペシャルジャンプ - 女子スペシャルジャンプ公開競技 |        | 妙高市 | 妙高高原赤倉シャンツェ                                        |
| スキー | ノルディックコンバインド                              |        | 妙高市 | 妙高高原赤倉シャンツェ 赤倉観光リゾートクロスカントリーコース |

### スケート・アイスホッケー大会
スケート・アイスホッケー大会は、第69回全国高等学校スケート競技・アイスホッケー競技選手権大会として2020年1月22日 - 1月26日に北海道帯広市、清水町で開催された。スローガンは、新たなる氷上物語 北の大地に歴史を刻め。

#### 概要
- 主催：公益財団法人全国高等学校体育連盟、公益財団法人日本スケート連盟、公益財団法人日本アイスホッケー連盟、北海道、北海道教育委員会、帯広市、帯広市教育委員会、清水町、清水町教育委員会
- 共催：読売新聞社
- 後援：スポーツ庁、公益財団法人日本スポーツ協会、日本放送協会、公益財団法人北海道スポーツ協会、帯広市体育連盟、清水町体育協会
- 主管：公益財団法人全国高等学校体育連盟スケート専門部、北海道高等学校体育連盟、一般財団法人北海道スケート連盟、一般財団法人北海道アイスホッケー連盟

#### 実施競技・会場一覧
| 競技名         | 競技名 | 会場地               | 会場                                       |
| -------------- | ------ | -------------------- | ------------------------------------------ |
| スピード       |        | 帯広市               | 明治北海道十勝オーバル                     |
| フィギュア     |        | 帯広市               | 帯広の森スポーツセンター                   |
| アイスホッケー |        | 帯広市               | 帯広の森アイスアリーナ 帯広の森第2アリーナ |
| アイスホッケー | 清水町 | 清水町アイスアリーナ |                                            |

### ラグビーフットボール大会
ラグビーフットボール大会は、第99回全国高等学校ラグビーフットボール大会として2019年12月27日 - 2020年1月7日に大阪府東大阪市の花園ラグビー場、花園中央公園多目的球技広場で開催された。

### 駅伝大会
駅伝競走大会は、男子第70回女子第31回全国高等学校駅伝競走大会として2019年12月22日に京都府京都市のたけびしスタジアム京都発着コースで開催された（開会式・表彰式はハンナリーズアリーナで実施）。